# Лабиринтът: В обгорените земи
„Лабиринтът: В обгорените земи“ (на английски: Maze Runner: The Scorch Trials) е американски филм от 2015 г. на режисьора Уес Бол. Филмът е адаптация на романа „В обгорените земи“ на Джеймс Дашнър и продължение на „Лабиринтът: Невъзможно бягство“ от 2014 г. Заснет е между октомври 2014 г. и януари 2015 г. в Албъкърки, Ню Мексико.